# Angelino Heights
Angelino Heights è un quartiere nel Northwest di Los Angeles che si trova all'interno del distretto di Echo Park ad un'altitudine di 153 metri. È conosciuto per la presenza, seppur in numero ridotto, di abitazioni dell'Epoca vittoriana.
Il quartiere è attorniato dai distretti di Westlake a sud, Echo Park ad ovest e a nord-ovest ed Elysian Park ad est e nord-est. I suoi confini sono Echo Park avenue ad ovest, Sunset Boulevard a nord e ad est e la Hollywood Freeway a sud. Nessuna maggiore arteria stradale attraversa il distretto.

## Storia
Angelino Heights, in origine scritto Angeleno Heights, è il secondo più vecchio distretto di Los Angeles dopo Bunker Hill. Fu infatti fondato nel 1886 ed era in origine collegato alla downtown dalla Temple Street Cable Railway.
Il quartiere contiene esempi di abitazioni in stile vittoriano specialmente appartenenti agli stili Eastlake Movement e Queen Anne Style.
Le abitazioni sono concentrate sulla Carroll Avenue.